# 女神降臨 (漫畫)
《女神降臨》（：／ Yeosin-gangnim）是Yaongyi（야옹이）創作的韓國漫畫，2018年4月2日至2023年6月28日在NAVER WEBTOON連載。作品以一個年輕女子為主角，講述其在青少年時期因被認為醜陋而遭受霸凌與歧视後掌握化妆術，令自己化身為「女神」的故事。
YOUNG COM（영컴）自2010年10月29日起出版該作紙質本。由該作改編的同名電視劇自2020年12月9日起在tvN播映。
該作改編的同名日本真人電影版於2025年上映，3月20日播放上集「女神降臨 Before」，5月1日播放下集「女神降臨 After」。由曾經執導《白色榮光 最終章～地獄犬肖像～》的星野和成擔任導演，第30屆富士電視台年輕人劇本大獎最年少得主鈴木菫擔任編劇。Koki（木村光希）飾演谷川麗奈（韓版任朱靜），渡邊圭祐飾演神田俊（韓版李修豪），綱啓永飾演五十嵐悠（韓版韓書俊）。